# Hypognatha janauari
Hypognatha janauari är en spindelart som beskrevs av Levi 1996. Hypognatha janauari ingår i släktet Hypognatha och familjen hjulspindlar. Inga underarter finns listade i Catalogue of Life.